# O Noivo É que Sabe
O Noivo é que Sabe foi um reality show português com resultante da adaptação de um formato britânico Don't Tell the Bride. Estreou a 30 de agosto e terminou a 13 de dezembro de 2020. O formato foi apresentado por Cláudia Vieira.

## Emissão
| Edição         | Programa         | Emissão            | Apresentação   |
| -------------- | ---------------- | ------------------ | -------------- |
| 1.ª edição     | Dia do Casamento | Domingos - 22h15   | Cláudia Vieira |
| 1.ª edição     | Diários          | Dias úteis - 19h25 | Cláudia Vieira |
| 1.ª edição     | Diários          | Dias úteis - 00:50 | Cláudia Vieira |
| 1.ª edição     | Resumo da semana | Sábados - 23h40    | Cláudia Vieira |
| Edição Famosos | Dia do Casamento | Domingos - 22h15   | Cláudia Vieira |
| Edição Famosos | Resumo da semana | Sábados - 23h40    | Cláudia Vieira |

## Sinopse
Neste programa, um casal de noivos recebe uma quantia para preparar o casamento, mas só o noivo pode organizar tudo, tendo três semanas para o fazer, sem que a noiva possa dar a sua opinião sobre qualquer pormenor
O noivo tem a ajuda do padrinho para planear tudo em segredo: desde o local do evento, à despedida de solteiro, passando ainda pela ementa e pelo vestido de noiva. Com o casamento marcado, os casais têm a oportunidade de ver o seu sonho realizado, contudo, no momento da chegada da noiva ao casamento podem existir diferentes reações: ou adora ou detesta tudo.
A situação torna-se ainda mais especial, uma vez que existem casais que decidem dar o nó após anos a viverem juntos, alguns com filhos, outros até com netos.

## Resumo

### Episódios
| Resumo | Resumo  | Episódios | Episódios | Originalmente exibido | Originalmente exibido  |
| Resumo | Resumo  | Episódios | Episódios | Estreia da temporada  | Final da temporada     |
| ------ | ------- | --------- | --------- | --------------------- | ---------------------- |
|        | 1       | 14        | 14        | 30 de agosto de 2020  | 29 de novembro de 2020 |
|        | Famosos | 2         | 2         | 6 de dezembro de 2020 | 13 de dezembro de 2020 |

### Diários
| Resumo | Resumo | Episódios | Episódios | Originalmente exibido | Originalmente exibido |
| Resumo | Resumo | Episódios | Episódios | Estreia da temporada  | Final da temporada    |
| ------ | ------ | --------- | --------- | --------------------- | --------------------- |
|        | 1      | 45        | 45        | 31 de agosto de 2020  | 30 de outubro de 2020 |

## Temporadas
| Temporada | Temporada | Estreia               | Final                  | Audiência média (rating %) | Audiência média (em espetadores) |
| --------- | --------- | --------------------- | ---------------------- | -------------------------- | -------------------------------- |
|           | 1         | 30 de agosto de 2020  | 29 de novembro de 2020 | —                          | —                                |
|           | Famosos   | 6 de dezembro de 2020 | 13 de dezembro de 2020 | —                          | —                                |